# SMS Bremen
SMS Bremen – krążownik lekki (mały krążownik, niem. Kleiner Kreuzer) Kaiserliche Marine, pierwszy z serii siedmiu okrętów typu Bremen. Został zbudowany w stoczni AG Weser w mieście, od którego wziął swą nazwę. Stępkę położono w roku 1902, okręt zwodowano w lipcu 1903, a do służby oddano w maju 1904 roku. Główne uzbrojenie stanowiło dziesięć dział kalibru 105 mm i dwie wyrzutnie torped 450 mm. „Bremen” mógł rozwijać prędkość 22 węzłów. Uzbrojenie i opancerzenie było dziełem zakładów Kruppa.
Większość swej służby „Bremen” odbył na Atlantyku, w tym dziesięć lat przed wybuchem I wojny światowej. Wrócił do Niemiec w roku 1914, nim konflikt się rozpoczął, a gdy starcie mocarstw stało się faktem został skierowany na Bałtyk, gdzie przeciwnikiem floty niemieckiej była Flota Bałtycka Imperium Rosyjskiego. W sierpniu 1915 roku uczestniczył w bitwie w Zatoce Ryskiej, ale niczym szczególnym się nie odznaczył. Cztery miesiące później, 17 grudnia, wszedł na dwie rosyjskie miny i zatonął, pociągając ze sobą większość załogi.

## Dane techniczno-taktyczne

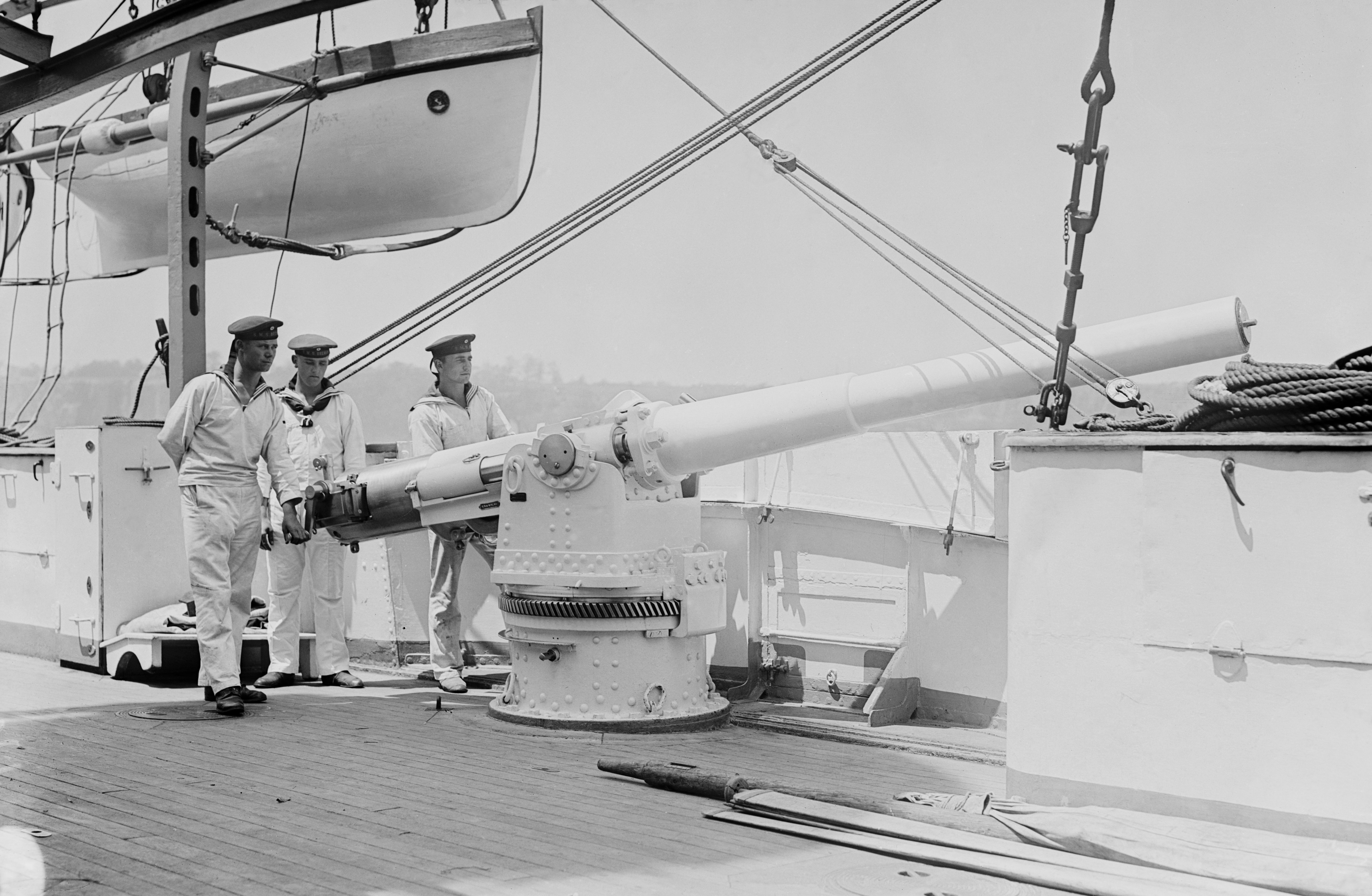
Działo 105 mm na „Bremenie”

Krążownik figurował w zamówieniu pod tymczasową nazwą „L”. Stępkę położono w stoczni AG Weser w Bremie w roku 1902, a kadłub zwodowano 9 lipca 1903 roku, po czym rozpoczęły się prace wykończeniowe. Okręt – już jako „Bremen” – został oddany do służby w Kaiserliche Marine 19 maja 1904 roku. Miał 111,1 m długości, 13,3 m szerokości i 5,53 m zanurzenia. Przygotowany do walki miał 3797 ton wyporności. System napędowy stanowiły dwie maszyny parowe potrójnego rozprężania, dające 11 750 hp mocy, co pozwalało na osiągnięcie prędkości 22 węzłów. Maszyny były napędzane parą z dziesięciu opalanych węglem kotłów okrętowych. „Bremen” mógł zabrać do 860 ton węgla, co pozwalało mu działać w zasięgu 4270 Mm przy prędkości 12 w. Załoga składała się z 14 oficerów i 274–287 marynarzy.
Okręt był uzbrojony w dziesięć montowanych pojedynczo dział SK L/40 kalibru 105 mm. Dwa zostały umieszczone obok siebie na dziobie, sześć na śródokręciu, po trzy przy każdej burcie, a dwa obok siebie na nadbudówce rufowej. Działa te mogły skutecznie razić cele odległe o 12 200 m. Zapas amunicji wynosił 1500 pocisków, po 150 na działo. Okręt był ponadto wyposażony w dwie wyrzutnie torped 450 mm pod pokładem z zapasem pięciu torped. Tarczę ochronną krążownika stanowił 80-milimetrowy pokład pancerny, stanowisko dowodzenia ze 100-milimetrowym pancerzem, a działa chroniły płyty pancerne o grubości 50 mm.

## Przebieg służby

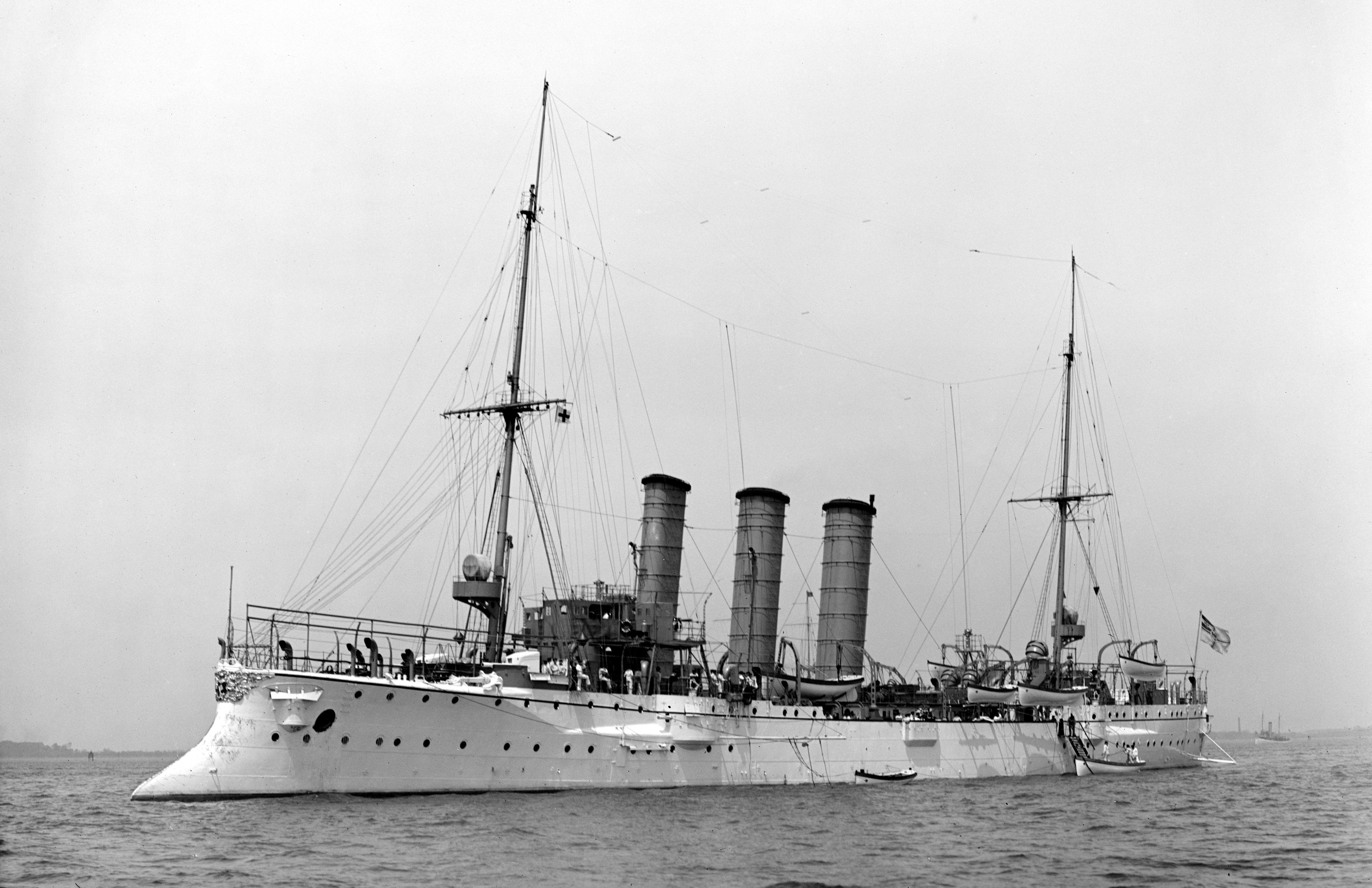
„Bremen” w Zatoce Chesapeake

Po przyjęciu do służby „Bremen” przebywał głównie na Atlantyku, często odwiedzając Stany Zjednoczone. W 1907 roku, wraz z krążownikiem pancernym „Roon” udał się do USA, by wziąć 27 kwietnia udział w uroczystych obchodach 300. rocznicy przybycia pierwszych kolonistów do Zatoki Chesapeake i założenia Jamestown. Obok reprezentacji Niemiec w skład międzynarodowej flotylli wchodziły okręty z Wielkiej Brytanii, Japonii, Austro-Węgier, Francji, Włoch i kilku innych krajów.
2 listopada tego roku rozpoczął służbę na krążowniku Wilhelm Canaris, w przyszłości admirał i szef Abwehry podczas II wojny światowej; był to jego pierwszy przydział po ukończeniu Akademii Marynarki Wojennej we Flensburgu. W drugiej połowie 1908 roku „Bremen” udał się w podróż do Ameryki Południowej, rozpoczynając od wrześniowej wizyty w Buenos Aires, a następnie zatrzymując się w Rio de Janeiro. Podróż trwała do lutego 1909 roku, a okręt odwiedził także Kostarykę, Panamę, Gwatemalę i Antyle Holenderskie. W marcu „Bremen” wrócił na północny Atlantyk i przez następne sześć miesięcy odwiedzał porty amerykańskie.

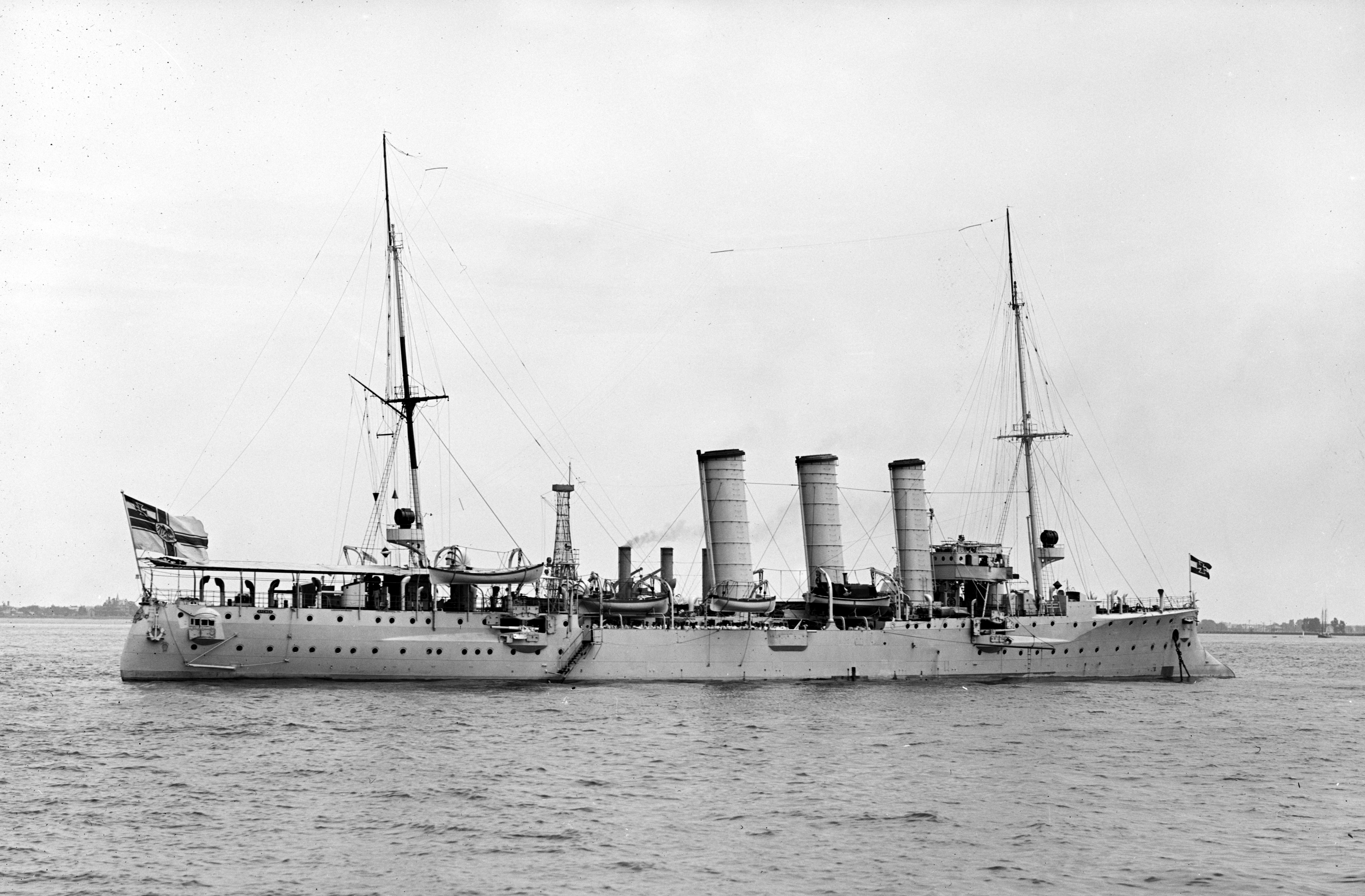
„Bremen” w USA w roku 1912

We wrześniu i październiku tego roku „Bremen” dołączył do krążowników pancernopokładowych „Victoria Louise” i „Hertha” oraz krążownika lekkiego „Dresden”, które miały reprezentować Niemcy w obchodach 300. rocznicy odkrycia przez Henry’ego Hudsona rzeki Hudson i 100. rocznicy pierwszego rejsu statku parowego Roberta Fultona. Na początku 1912 roku „Bremen” został włączony do wyprawy „dobrej woli” do Stanów Zjednoczonych, w której uczestniczyły też krążownik liniowy „Moltke” i krążownik lekki „Stettin”. 11 maja okręty wyszły z Kilonii, a 30 maja zawinęły na wody Hampton Roads w Wirginii. Tam spotkały się z okrętami amerykańskiej Floty Atlantyku i zostały powitane przez prezydenta Williama Tafta z pokładu prezydenckiego jachtu „Mayflower”. Po dwutygodniowym odwiedzaniu portów wschodniego wybrzeża Stanów Zjednoczonych niemieckie okręty wróciły 24 czerwca do Kilonii.
„Bremen” przebywał za granicą do roku 1914, kiedy to ostatecznie wrócił do Niemiec. Gdy w lipcu 1914 roku wybuchła I wojna światowa okręt został przydzielony do floty działającej na Bałtyku. Tam brał udział głównie w akcjach mających za zadanie osłonę niemieckich trałowców, próbujących oczyszczać liczne pola minowe stawiane przez Rosjan.
W sierpniu 1915 roku okręt uczestniczył – w tej samej roli – w bitwie w Zatoce Ryskiej. Został wyznaczony do wzięcia udziału w drugiej próbie wtargnięcia do zatoki, co nastąpiło 16 sierpnia. „Bremen” oraz krążowniki „Graudenz”, „Augsburg” i „Pillau” eskortowały drednoty „Nassau” i „Posen”, gdy te próbowały wedrzeć się do zatoki. Niemiecka flotylla przełamała 19 sierpnia obronę rosyjską i podeszła do Rygi, ale wkrótce musiała się wycofać z powodu zagrożenia, jakie stwarzały rosyjskie okręty podwodne i pola minowe.
W nocy 15/16 grudnia 1915 roku torpedowce rosyjskie postawiły miny na podejściach do zajętego przez Niemców portu w Windawie. 17 grudnia „Bremen” wraz z torpedowcami „V 191” i „V 186” wyszedł z Windawy na patrol w wyznaczonym sektorze. O godz. 17.45, w odległości 5,5 Mm od portu, zespół wszedł na rosyjskie pole minowe. Najpierw zatonął „V 191”, a następnie „Bremen”, który dziewiętnaście minut później wszedł na dwie miny jednocześnie. Według Paula Halperna wraz z krążownikiem zginęło 11 oficerów i 187 marynarzy, a uratowało się 110 ludzi. Dane te są sprzeczne z twierdzeniami kilku innych historyków niemieckich, którzy śladem Ericha Grönera utrzymują, że zginęło 250 członków załogi.